# إينار سورنسن
إينار سورنسن (1875 – 23 أغسطس 1941) هو مبارز بالسيف سويدي راحل، مثّل بلاده في الألعاب الأولمبية الصيفية 1912.

## روابط خارجية
إينار سورنسن على موقع أوليمبيديا (الإنجليزية)
- إينار سورنسن على موقع اللجنة الأولمبية السويدية (السويدية)